# パラサイト・インク
パラサイト・インク（Parasite Inc.）は、 ドイツ・アーレン出身のメロディックデスメタルバンド。 2007年結成。

## 略歴
2007年にカイ・ビグラー (Vo, G)、ベンヤミン・ステルツァー (Dr)によって結成され、ベネディクト・グルバウアー (G)とパトリック・ハウフ (B)が加入し活動を始める。 結成後の2年間はアルバム用の作曲をしコンサートを行う。 2009年にバンドの所有するレコーディングスタジオでデモアルバムを制作し、2010年始めにリリース。同時期にパトリック・ハウフがバンドを脱退、セバスチャン・シュミットが加入した。デモは非常に高い評価を受け、すぐに完売となった。 同年、バンドは2,000組以上のバンドの中からNew Blood Awardに選ばれ、サマー・ブリーズ・オープン・エアーに出演する。
その後数年間は、ヘヴン・シャル・バーン、ヘイトスフィア、ザ・ソロウ、Hackneyedとツアーを行う。2011年夏にベネディクト・グルバウアーが脱退し、元Hackneyedのケヴィン・シエラが加入する。2012年にはバンドはグッド・ダム・レコードと契約をし、デモアルバムに5曲の新曲を追加して1stアルバム『Time Tears Down』を2013年にリリース。アルバムのレコーディング中にセバスチャン・シュミットが脱退し、元トーメンと・トゥールのステファン・クレーマーが加入。
『Time Tears Down』は、ドイツのロック・メタルチャートで最高26位を獲得したほか、ドイツの大手メタル雑誌から非常に高い評価を受けた。また、アルバム収録曲の「The Pluse of the Dead」のミュージックビデオは、 YouTubeで高い再生数を誇った。2014年にケビン・シエラがバンド脱退し、ドミニク・ソルグが加入すると、2014年にはドイツのアウトラウド・フェスティバル、ノルウェーのカルモイゲドン・フェスティバル、2016年と2018年にはドイツのサマー・ブリーズ・オープン・エアーに出演し好評を得る。2018年にはリーパー・エンタテインメントと契約し、2ndアルバム『Dead and Alive』をリリース。
2020年7月下旬、ベーシストがルシアン・モーゼスクに交代した。

## 音楽性
音楽性はメロディックデスメタルに分類される。重厚感のあるリフなど典型的なデスメタルのスタイルを踏襲しつつも、シンセサイザーを多用するなどインダストリアル・メタルの特徴も併せ持つ。ボーカルにはスクリーム、グラウルなどのデスヴォイスが用いられる。

## メンバー

### 現メンバー
- カイ・ビグラー (Kai Bigler) - ボーカル、ギター (2007年 - )
- ドミニク・ソルグ (Dominik Sorg) - ギター (2014年 - )
- ルシアン・モーゼスク (Lucien Mosesku) - ベース (2020年 - )
- ベンヤミン・ステルツァー(Benjamin Stelzer) - ドラムス (2007年 - )

### 旧メンバー
- ベネディクト・グルバウアー (Benedikt Grubauer) - ギター (2007年 - 2011年)
- ケビン・シエラ (Kevin Sierra) - ギター (2011年 - 2014年)
- パトリック・ハウフ (Patrick Hauf) - ベース (2007年 - 2009年)
- セバスチャン・"バシュデ"・シュミット (Sebastian "Baschde" Schmid) - ベース (2009年 - 2013年)
- ステファン・"ジョニー"・クレーマー (Stefan "Johnny" Krämer) - ベース (2013年 - 2020年)

## ディスコグラフィー
アルバム
- 2010年: パラサイト・インク（Parasite Inc.・デモアルバム）
- 2013年: タイム・ティアーズ・ダウン（Time Tears Down）
- 2018年: デッド・アンド・アライブ（Dead and Alive）